# Альварадо (Веракрус)
Альварадо (ісп. Alvarado) — місто в Мексиці, входить до штату Веракрус. Адміністративний центр однойменного муніципалітету.

## Історія
У доіспанські часи тут знаходилося поселення Альтлісінтла. У 1518 році в ці місця прибув конкістадор Педро де Альварадо, і назвав їх на свою честь. У 1563 році Хуан де Саагун побудував тут порт. Перший перепис населення зафіксував тут в 1609 році 20 землевласників і 236 негрів. Наприкінці XVIII століття тут проживало вже 330 сімей, в яких було понад 1300 осіб. У 1816 році іспанський король дарував поселенню міської статус (Villa).
У 1878 році Альварадо став містом (Ciudad).

## Географічрне розташування
Місто розташоване за 64 км від міста Веракрус штату Веракрус, на федеральних магістралях 180 та 125. Альварадо межує з містами Бока-дель-Ріо, Тлакоталпан, Медельїном, Ігнасіо де ла Ллаве, Сьюдад-Лердо-де-Техада, Тлакотальпаном та Акула.
Місто розташоване на висоті 10 метрів над рівнем моря. Він лежить у так званому «регіоні Папалоапан», що межує на півдні з муніципалітетами Акула, Тлакотальпан і Лердо де Техада, на сході з Мексиканською затокою і на заході з Ігнасіо де ла Ллаве.

## Площа та населення
Площа Альварадо становить 840 квадратних кілометрів.
INEGI повідомляє, що населення до 2000 року становило 22 608 осіб.

## Економіка
Основними продуктами, що вирощують в Альварадо є кава, фрукти та цукор. Економіка цього регіону базується на рибальстві та землеробстві. Цукрова тростина і кава — найпоширеніші продукти цього регіону.